# Johann Kuba
Johann Kuba (* 11. April 1900 in Frättingsdorf; † 18. April 1948 in Schwarzach/St. Veit) war ein österreichischer Politiker (SPÖ). Kuba war von 1945 bis 1948 Abgeordneter zum Landtag von Niederösterreich.
Kuba besuchte die Volksschule und absolvierte nach der Pflichtschule eine Lehre als Schlosser. Kuba trat in den Dienst der Österreichischen Bundesbahnen und leistete von 1918 bis 1919 seinen Militärdienst ab. In der Folge übte er verschiedene Berufe aus. Auf Grund seiner politischen Tätigkeit wurde er 1934, 1935, 1938 und 1943 verhaftet. Nach dem Ende des Zweiten Weltkriegs wurde Kuba 1945 zum Bezirksparteivorsitzenden gewählt und war zudem Amtsstellenleiter der Arbeiterkammer. Er vertrat die SPÖ vom 12. Dezember 1945 bis zum 18. April 1948 im Niederösterreichischen Landtag.